# 圣费利克斯 (滨海夏朗德省)
圣费利克斯（法語：Saint-Félix）是法国滨海夏朗德省的一个市镇，位于该省东北部，属于圣让当热利区。该市镇总面积15.23平方公里，2009年时的人口为299人。

## 人口
圣费利克斯人口变化图示